# 王鵬 (1993年)
王鹏（1993年1月24日—），出生于中华人民共和国辽宁省抚顺，是一名中国职业足球运动员。